# Sporting Clube Vasco da Gama
O Sporting Clube Vasco da Gama é um clube localizado na cidade do Porto, que possui equipas de diversos escalões, principalmente na modalidade basquetebol, dentre elas o elenco que atualmente disputa a LPB. Foi fundado em 20 de fevereiro de 1920 e manda seus jogos no Pavilhão Parque das Camélias com capacidade para 700 adeptos.

## História
O clube foi fundado por jovens operários que careciam de actividades desportivas para desenvolverem nas horas vagas, tendo sua primeira sede na Rua 6, Casa 7, do Bairro Herculano. Dentre esses aficionados estavam os irmãos Quintela,  Armando Plácido, João Vidrago, Boaventura e José Garrido com José Norton que são os primeiros presidentes conhecidos da agremiação.
Segundo registros históricos do clube a inspiração para a denominação da recém fundada sociedade foi no brasileiro C.R. Vasco da Gama, clube o qual tem em sua própria pedra fundamental imigrantes lusitanos.

## Temporada por temporada
| Temporada | Nível | Liga    | Posição | Pós-temporada      |
| --------- | ----- | ------- | ------- | ------------------ |
| 2012-13   | 3     | CNB1    | 2º      | Semifinalista      |
| 2013–14   | 3     | 1ª Div. | 1º      | Promovidofinalista |
| 2014-15   | 2     | ProLiga | 10º     |                    |
| 2015-16   | 2     | ProLiga | 6º      |                    |
| 2016-17   | 2     | ProLiga | 5º      |                    |
| 2017-18   | 2     | ProLiga | 10º     |                    |
| 2018-19   | 2     | ProLiga | 14º     | Rebaixado          |
| 2019-20   | 3     | 1ª Div. |         |                    |
| 2020-21   | 2     | ProLiga | 8       | Rebaixado          |
| 2021-22   | 3     | 1ª Div. | 4       | Promovido          |
| 2022-23   | 2     | ProLiga | 7       |                    |
| 2023-24   | 2     | ProLiga | 9       |                    |
| 2024-25   | 2     | ProLiga | 2       | PromovidoCampeão   |

fonte:eurobasket.com

## Palmarés
Liga Portuguesa de Basquetebol
- Campeão (3): 1941–42; 1947–48; 1950–51

Proliga
- Campeão (3): 2024-25

Taça de Portugal de Basquetebol
- Campeão (1):1948
- Finalista (4):1945, 1947, 1964, 1967

Campeonato Nacional da 1.ª Divisão
- Finalista (1)':2013-14

Campeonato Nacional da 2ª Divisão
- Campeão (3):1957/58; 1961/62; 1993/94-A

## Artigos relacionados
- Liga Portuguesa de Basquetebol
- Proliga
- Supertaça de Portugal de Basquetebol